# قلدرة سفلي
قلدرة سفلي هي قرية في مقاطعة تكاب، إيران. يقدر عدد سكانها بـ 227 نسمة بحسب إحصاء 2016.